# Polder Vrouwgeest
Polder Vrouwgeest is een polder en een voormalig waterschap in de provincie Zuid-Holland in de Nederlandse gemeente Alphen aan den Rijn.
Van 1756-1813 was een gedeelte van de Gnephoek polder bij het waterschap gevoegd. Gedurende die periode was de naam van het waterschap dan ook De Veen- en Droogmaking van de gecombineerde Gnephoek- en Vrouwgeestpolder. Het waterschap was verantwoordelijk voor de vervening, droogmaking en later de waterhuishouding in de gelijknamige polder(s). De droogmaking was in 1799 voltooid. De polder Vrouwgeest werd tot 1968 bemaald door de Vrouwgeestmolen.
In het noorden grenst de polder aan de Polder Oudendijk.

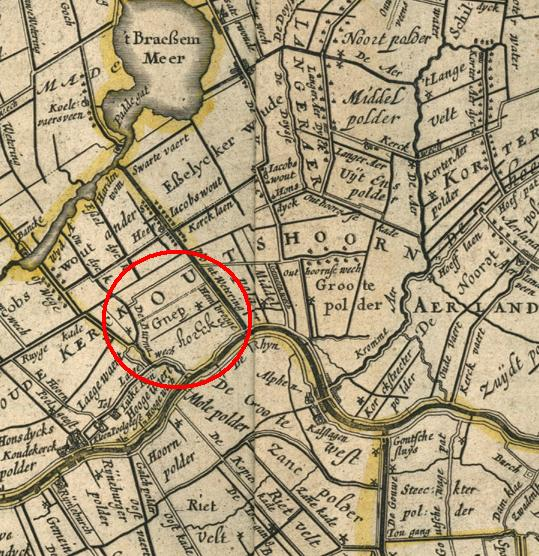
kaart 1665